# Slowaakse Nationale Partij
De Slowaakse Nationale Partij (Slowaaks: Slovenská národná strana, SNS) is een Slowaakse ultranationalistische politieke partij.
De partij staat sinds 2012 onder voorzitterschap van Andrej Danko en is vooral bekend om haar tegenstand tegen Hongarije.

## Geschiedenis
De SNS werd in december 1989 opgericht, toen Slowakije nog tot Tsjecho-Slowakije behoorde. In 1990 deed de partij voor het eerst mee aan de verkiezingen voor de Nationale Raad (het Slowaakse parlement) en veroverde daarbij 13,9% van de stemmen, oftewel 22 zetels. Bij de verkiezingen van 1992 gingen zeven van die zetels weer verloren, maar stapte de SNS desondanks in een regeringscoalitie met de HZDS van premier Vladimír Mečiar.
Ook na de onafhankelijkheid van Slowakije in 1993 bleef de SNS deel van de regering. Na de verkiezingen van 1998 belandde de partij (ondanks een winst van enkele zetels) echter in de oppositie. Toenmalig partijleider Ján Slota werd in 1999 opgevolgd door Anna Malíková, maar onder haar leiding werd bij de verkiezingen van 2002 een forse nederlaag geleden: de SNS haalde de kiesdrempel van 5% niet en verdween uit het parlement. Van 2003 tot 2012 was Slota opnieuw partijleider.
Bij de parlementsverkiezingen van 2006 keerde de partij met 11,73% van de stemmen en 20 parlementszetels sterk terug. De sociaaldemocratische partij SMER, de ĽS-HZDS en de SNS vormden vervolgens een coalitieregering onder leiding van premier Robert Fico. Deze regering kreeg tevens de steun van de Communistische Partij van Slowakije. Op initiatief van de SNS verklaarde het Slowaakse parlement de "Beneš-decreten", met de confiscatie van de Hongaarse eigendommen, als "onaantastbaar". Op de internetsite van de partij was in 2008 gedurende enkele dagen een kaart van Europa te zien, waarin Hongarije opgesplitst was tussen Oostenrijk (ten westen van de Donau) en Slowakije (ten oosten van de Donau). De opname van de SNS in de regeringscoalitie was de aanleiding voor de tijdelijke schorsing van de SMER als lid van de Partij van de Europese Sociaal-Democraten.
Bij de Slowaakse parlementsverkiezingen van 2010 verloor de SNS meer dan de helft van haar stemmen ten opzichte van 2006. Daarmee werd de partij opnieuw veroordeeld tot de oppositie. Tussen 2012 en 2016 was de SNS niet in het parlement vertegenwoordigd nadat de partij bij de vervroegde verkiezingen van 2012 de kiesdrempel niet haalde.
Onder leiding van Andrej Danko, die Slota in 2012 als partijleider was opgevolgd, kwam de SNS na de verkiezingen van 2016 met 15 zetels weer terug in de Nationale Raad. De partij maakte vervolgens wederom deel uit van de Slowaakse regering, opnieuw onder Robert Fico. Naast SNS en SMER maakte ook Most-Híd deel uit van dit kabinet. Danko zelf werd parlementsvoorzitter.
Alle zetels van de SNS gingen bij de verkiezingen van 2020 weer verloren, maar in 2023 werd de kiesdrempel met 5,6% van de stemmen nipt wél gehaald. Net als in 2006 en 2016 smeedde de SNS vervolgens een regeerakkoord met de SMER van Robert Fico en ditmaal was ook de partij HLAS van Peter Pellegrini erbij betrokken. Het voornemen van deze regering om de militaire steun aan buurland Oekraïne (inzake de Russische invasie aldaar) stop te zetten zorgde voor onrust binnen de Europese Unie en de NAVO.

## Verkiezingsresultaten

### Nationale Raad
De SNS behaalde de volgende resultaten bij de Slowaakse parlementsverkiezingen:
| Jaar | Lijsttrekker     | Zetels   | Percentage | Positie                                |
| ---- | ---------------- | -------- | ---------- | -------------------------------------- |
| 1990 | Víťazoslav Móric | 22 / 150 | 13,9%      | oppositie                              |
| 1992 | Jozef Prokeš     | 15 / 150 | 7,9%       | coalitieregering (HZDS, SNS)           |
| 1994 | Ján Slota        | 9 / 150  | 5,4%       | coalitieregering (HZDS, SNS, ZRS)      |
| 1998 | Ján Slota        | 14 / 150 | 9,1%       | oppositie                              |
| 2002 | Anna Malíková    | 0 / 150  | 3,3%       | kiesdrempel niet gehaald               |
| 2006 | Ján Slota        | 20 / 150 | 11,7%      | coalitieregering (SMER, SNS, ĽS-HZDS)  |
| 2010 | Ján Slota        | 9 / 150  | 5,1%       | oppositie                              |
| 2012 | Ján Slota        | 0 / 150  | 4,6%       | kiesdrempel niet gehaald               |
| 2016 | Andrej Danko     | 15 / 150 | 8,6%       | coalitieregering (SMER, SNS, Most-Híd) |
| 2020 | Andrej Danko     | 0 / 150  | 3,2%       | kiesdrempel niet gehaald               |
| 2023 | Andrej Danko     | 10 / 150 | 5,6%       | coalitieregering (SMER, HLAS-SD, SNS)  |

### Europees Parlement
De SNS behaalde de volgende resultaten bij de Europese Parlementsverkiezingen:
| Jaar | Lijsttrekker   | Zetels | Percentage |
| ---- | -------------- | ------ | ---------- |
| 2004 |                | 0 / 14 | 2%         |
| 2009 | Jaroslav Paška | 1 / 13 | 5,5%       |
| 2014 | Andrej Danko   | 0 / 13 | 3,6%       |
| 2019 | Andrej Danko   | 0 / 14 | 4,1%       |

## Partijleiders
- Víťazoslav Móric (1990–1991)
- Jozef Prokeš (1991–1992)
- Ľudovít Černák (1992–1994)
- Ján Slota	(1994–1999)
- Anna Malíková	(1999–2003)
- Ján Slota (2003–2012)
- Andrej Danko (sinds 2012)